# Коул, Сара
Сара Коул (англ. Sarah Cole; 1805—1857) — американская художница-пейзажистка.
Сестра американского пейзажиста Томаса Коула. Многие картины Сары похожи по сюжету и визуальному оформлению на картины её брата. Хотя она была одной из первых пейзажисток, работавших в Соединённых Штатах, о ней сохранилось мало сведений и очень немногие из её работ сохранились.

## Биография
Родилась 1 января 1805 года в городе Болтон графства Ланкашир, Англия. У её родителей — Джеймса и Мэри Коул, было ещё шестеро детей, кроме Сары и Томаса, все дочери. Сара была самой младшей из девочек, Томас был седьмым ребёнком.
В 1818 году родители иммигрировали в Соединённые Штаты с четырьмя детьми: сёстрами Энн, Мэри и Сарой, а также с их братом Томасом и тетей. Семья прибыла в Филадельфию, штат Пенсильвания в июле, и уже в сентябре переехала в Стьюбенвилл, штат Огайо, в сентябре того же года, за исключением Томаса, который ещё в течение года оставался в Филадельфии, прежде чем присоединиться к семье. В Стьюбенвилле Энн и Мэри открыли семинарию, где, возможно, также преподавала и Сара. В 1824 году вся семья переехала в Питтсбург. В следующем году они переехали в Нью-Йорк, где Сара, вероятно, прожила всю оставшуюся жизнь, часто навещая Кэтскилл, где она вместе с Томасом отправлялась в поход в горы Кэтскилл. Сара также иногда навещала семью и друзей в Балтиморе.
Неизвестно, когда Сара начала заниматься живописью, впервые она упоминает, что рисует в письмах своему брату в середине 1830-х годов. Свои работы публично она выставляла только после смерти Томаса в феврале 1848 года. Национальная академия дизайна экспонировала её работы в Нью-Йорке в 1848 по 1852 годах. Также она выставлялась в Американском художественном союзе в Maryland Historical Society. Большинство из представленных публике её работ потеряно.
Умерла 1 января 1857 года в Катскилле, штат Нью-Йорк.